# Изкушение Господне
Изкушението на Исус Христос в пустинята е описано в три от четирите евангилия: Матей 4:1-11; Марк 1:12-13 и Лука 4:1-13.
След като се кръщава в река Йордан от Йоан Кръстител, Божият Дух слиза върху Исус като гълъб и му дава нова духовна сила. Чува се и глас идващ от небето деклариращ:
| „ | Този е Моят възлюбен Син, в когото е Моето благоволение! | “ |

Изпълнен с тази нова сила и засвидетелстван, че е Божият Син, Исус воден от Светия Дух се отделя в пустинята, където трябва да бъде изкушен и изпитан.
След като пости в продължение на 40 дена и 40 нощи, изкусителят Дяволът идва за да го провокира:
| „ | И дяволът Му рече: Ако си Божий Син, заповядай на тоя камък да стане хляб. А Исус му отговори: Писано е: „Не само с хляб ще живее човек, но с всяко Божие слово“. Тогава като Го възведе на една планина на високо и Му показа всичките царства на вселената, в един миг време, дяволът Му рече: На Тебе ще дам всичката власт и слава на тия царства, (защото на мене е предадена, и аз я давам комуто ща) и тъй, ако ми се поклониш, всичко ще бъде Твое. А Исус в отговор му каза: Писано е: „На Господа твоя Бог да се кланяш, и само Нему да служиш“. Тогава Го заведе в Ерусалим, постави Го на крилото на храма, и Му рече: Ако си Божий Син, хвърли се оттук долу защото е писано: „Ще заповяда на ангелите Си за Тебе, да Те пазят и на ръце ще Те дигат да не би да удариш в камък краката Си“. А Исус в отговор му рече: Казано е: „Да не изпитваш Господа твоя Бог“. И като изчерпа всяко изкушение, дяволът се оттегли от Него за известно време. | “ |

След като Дяволът не успява да изкуши Исус, Божият син се връща в Галилея и започва своето публично служение, като проповядва и поучава в синагогата, на открито в планината, в домовете на своите ученици и дори в домовете на грешниците.